# Краснолучский музей боевой славы шахтёров на реке Миус
Краснолучский музей боевой славы  на реке Миус — исторический мемориальный комплекс.
Каждый год музей посещает 20 тысяч человек.
Музей находится в 15 километрах от Красного Луча.

## История
В 15 километрах от Красного Луча, в живописном месте Яновского урочища на месте былых тяжелых боев, где 8,5 месяцев держали оборону 383-я, 395- я Шахтерские дивизии возведен Мемориальный комплекс Музея на р. Миус.(1964-1968 г.г.)
Автор проекта архитектор Гривский А.Г. и группа Ленинградских архитекторов и зодчих.
28 августа 1965г. состоялось историческое открытие Музея боевой славы шахтеров на реке Миус. (присутствовало более 20 тыс человек)
К 1968г. было завершено строительство мемориального комплекса.
70-е годы- пик посещаемости Музея. В день приезжало до 20 автобусов.
В 90-е годы и в начале 2000-х наступил черный период для музея: годами без света и отопления. И тем не менее тысячи посещений. С 2009г – музей в коммунальной собственности г.Красный Луч, что дало возможность  восстановить его жизнеспособность. С 2015г – государственное учреждение.
Сегодня музей востребован, как и в былые годы. Нынешняя война, отраженная в экспозиции музея, не оставляет равнодушными никого.
Особое внимание руководителей города к патриотическому воспитанию молодежи позволяет музею в полной мере выполнять свое назначение.
Музей на реке Миус — одно из самых живописных мест г. Красный Луч, значимое и святое место для краснолучан. Сюда постоянно приезжают учащиеся нашего города и из других мест, знакомятся с подвигами защитников города и освободителями Донбасса.
После выпускного бала встречают рассвет выпускники  школ города. В день торжественного бракосочетания приезжают молодожены поклониться павшим, поднимаются они по лестнице к Монументу Героев, возлагают цветы. Ветераны привозят внучат. Да и каждый из краснолучан стремится побывать здесь, поклониться, воздать почести павшим, потому что в каждой семье - потери, из каждой семьи огненный шквал войны вырвал родного человека и порой не только одного...

## Экспозиция
На территории музея располагаются:
1.     Памятник-монумент Шахтеров на вершине холма;
2.     Лестницу Героев;
3.     Площадь Парадов;
4.     Здание Музея;
5.     Сад Победы;
6.     Амфитеатр под открытым небом;
7.     Экспозиция под открытым небом:
а) Батарея пушек;
б) Танк Т-34.